# Wola Przybysławska
Wola Przybysławska [pronunciación en polaco: /ˈvɔla pʂɨbɨˈswafska/] es un pueblo ubicado en el distrito administrativo de Gmina Garbów, dentro del Condado de Lublin, Voivodato de Lublin, en Polonia oriental. Se encuentra aproximadamente a 24 kilómetros al noroeste de la capital regional Lublin.
El pueblo tiene una población de 1,600 habitantes.